# Autovía de Sierra Nevada-Costa Tropical
La autovía de Sierra Nevada-Costa Tropical o A-44 es una autovía española dependiente de la Red de Carreteras del Estado que comunica Bailén (Jaén) con La Gorgoracha (Granada). Si bien tradicionalmente se le ha denominado "autovía Bailén-Motril", dicha denominación es errónea, pues a diferencia de su predecesora la N-323, solo discurre entre Bailén y La Gorgoracha. También es incorrecta la denominación "autovía Granada-Motril".
Comienza en un enlace con la autovía del Sur (A-4) en Bailén y discurre hacia el sur pasando por Mengíbar y Las Infantas, circunvalando a continuación la ciudad de Jaén por el este. 
Se introduce a continuación en Sierra Mágina cruzando la cuenca del Guadalbullón para entrar a la provincia de Granada mediante el Puerto del Carretero. Desciende hacia la Vega de Granada pasando previamente por Campotéjar e Iznalloz y se cruza con la autovía A-92 por Albolote y con la A-92G por Santa Fe. Comienza a bordear Sierra Nevada por el oeste, donde pasa cerca de Padul, Dúrcal y Béznar, para a continuación cruzar el embalse de Rules y alcanzar la autovía del Mediterráneo (A-7) a la altura de La Gorgoracha, pedanía de Vélez de Benaudalla próxima a Motril.
El 16 de diciembre de 2020 se inauguró la llamada Segunda circunvalación de Granada, pasando el por entonces tramo de la A-44 que servía de Primera Circunvalación a denominarse GR-30. El nuevo tramo, que queda más al oeste del original, constituyó el nuevo trazado de la A-44 y ayudó a descongestionar el tramo urbano de la autovía en el Área Metropolitana de Granada.

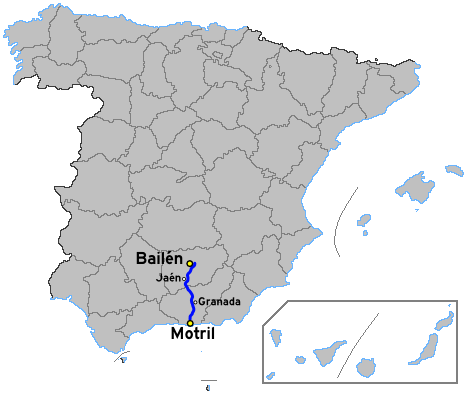

## Punto de finalización de la A-44 (La Y invertida)
El tramo de la A-44 Vélez de Benaudalla-La Gorgoracha termina en La Gorgoracha, punto desde el que parten dos tramos de la autovía del Mediterráneo:
- Hacia el oeste el tramo La Gorgoracha-Lobres, unido desde 2014 al resto de los tramos hasta Málaga y con un acceso (salida 325) a Motril y Almería, mediante la GR-14 y N-340.
- Hacia el este el tramo La Gorgoracha-Puntalón, unido desde 2015 al resto de los tramos hasta Almería y con un acceso (salida 336) a Motril y Almería, mediante la GR-16 y N-340.

Estos tramos se disponen geográficamente adoptando la forma de una "Y" invertida, término por el que son conocidos. Para alcanzar la N-340 se puede circular por los dos tramos de la "Y" invertida. Por el tramo occidental, se circula hasta la salida 325, enlazando con la GR-14 y por el tramo oriental se circula hasta la salida 336, enlazando con la GR-16. Desde Ízbor a Lobres, la antigua N-323 sigue estando operativa para alcanzar la GR-14, y por tanto la N-340.

## Historia de su construcción
Se planeó su construcción a finales de la década de los años 1980 y principios de los años 1990 con el objetivo de que estuviese terminada para el Campeonato del mundo de esquí alpino que hubiera debido celebrarse en febrero de 1995 y que se aplazó un año más, objetivo que no se consiguió.
Sobre 1990 se inició la construcción del primer tramo, que partía de Bailén (Jaén) desde la autovía A-4, hacia el sur hasta la capital jienense.
En 1992 se inauguró el tramo original entre la ciudad de Granada y Alhendín, actualmente parte de la GR-30.
En octubre de 1995 Josep Borrell (PSOE) inauguró el tramo entre Bailén (Jaén) y la capital jienense, con casi 37 km de longitud, con una densidad de tráfico estimada de 11 000-15 000 vehículos/día, evitando el paso por las travesías de Mengíbar y Las Infantas, y acortando el tiempo de viaje entre Bailén y la ciudad de Jaén de 40 minutos a la mitad.
En marzo de 1997 se inauguró el último tramo (La Guardia de Jaén - Noalejo) de los tres en que se dividió el trayecto entre la ciudad de Jaén y Albolote (Granada). Dichos tramos eran Jaén Norte-La Guardia (13,9 km) (cuando se autorizó en 1995 su construcción se predijo que tendría un volumen de tráfico de 4468 vehículos/día), La Guardia-Noalejo (26,9 km) y Noalejo-Albolote (37 km). Así quedaban conectadas las capitales jiennense y granadina mediante vía de gran capacidad, excepto 4 km, en dos segmentos, que continuaron temporalmente en construcción.
En 2001 se inauguró el tramo Alhendín-Dúrcal (18,5 km) en la provincia de Granada. En 2002 se abrió el tramo Dúrcal-Ízbor (8,5 km) al sur del anterior, también en la provincia de Granada, cuya construcción fue aprobada en 1998.
En abril de 2003, con Francisco Álvarez Cascos (PP), se inició la construcción del tramo Ízbor-Vélez de Benaudalla, al sur del anterior.
A partir de 2004, el nuevo gobierno socialista continuó la construcción de dicho tramo y de los siguientes hasta llegar a Motril, todos de forma más o menos simultánea, con objeto de inaugurarlos en 2007.
En el tramo Ízbor-Vélez de Benaudalla se proyectaron dos viaductos importantes, el de Tablate y el de Rules. La estructura de este último se dobló en mayo de 2006, y su construcción se paralizó hasta que se concluyó la investigación, lo que generó retrasos que impidieron que los tramos restantes hasta la Costa Granadina se inaugurasen en 2007, generando protestas de los granadinos.
Presionados por la urgencia de que la autovía estuviese completada en su totalidad para el verano de 2008, el gobierno montó turnos de obreros de veinticuatro horas desde comienzos del 2008, ayudados por grandes focos durante la noche, que se podían ver sobre los viaductos en construcción.
No obstante, conforme pasaban los primeros meses de 2008 y se acercaba el verano, se vio que era imposible que estuviese terminado el viaducto de Rules (y por tanto el tramo Ízbor-Vélez de Benaudalla), y se optó por acelerar la construcción únicamente del otro tramo, el Vélez de Benaudalla-La Gorgoracha, dejando la inauguración del tramo Ízbor-Vélez de Benaudalla para más adelante, cuando estuviese terminado el viaducto.
Así en agosto de 2008 se inauguró el tramo Vélez de Benaudalla-La Gorgoracha (junto a este se inauguró el tramo La Gorgoracha-Lobres de la A-7 y el acceso GR-14 a la ciudad de Motril). Para el tramo Ízbor-Vélez de Benaudalla se fijó (en agosto de 2008) la fecha de inauguración para finales de 2008. No obstante, no pudo ser inaugurado hasta mayo de 2009.
Durante el periodo comprendido entre agosto de 2008 y mayo de 2009, los conductores que se dirigían desde Granada capital hasta la Costa Granadina, tenían que abandonar la N-323 y tomar la A-346 entre Ízbor y Vélez de Benaudalla, y desde la A-346 pasar a la parte final de la A-44. De esta forma se evitaba tener que pasar por el Viaducto de Rules, que, aunque se inauguró en mayo de 2009, ha reiniciado las obras de estabilización debido a que se encuentra en una ladera geotécnicamente inestable. De esta forma, desde el 14 de octubre al 7 de noviembre de 2014 la autovía permaneció cortada, desviándose el tráfico por la N-323 y la A-346.
Por último, el 16 de diciembre de 2020 José Luis Ábalos inauguró la variante exterior de Granada, o Segunda Circunvalación, entre Albolote y Alhendín, que transcurre por Atarfe, Santa Fe, Vegas del Genil, Cúllar Vega y Las Gabias. Desde entonces empezó a formar parte de la A-44, y la anterior Primera Circunvalación pasó a denominarse GR-30.

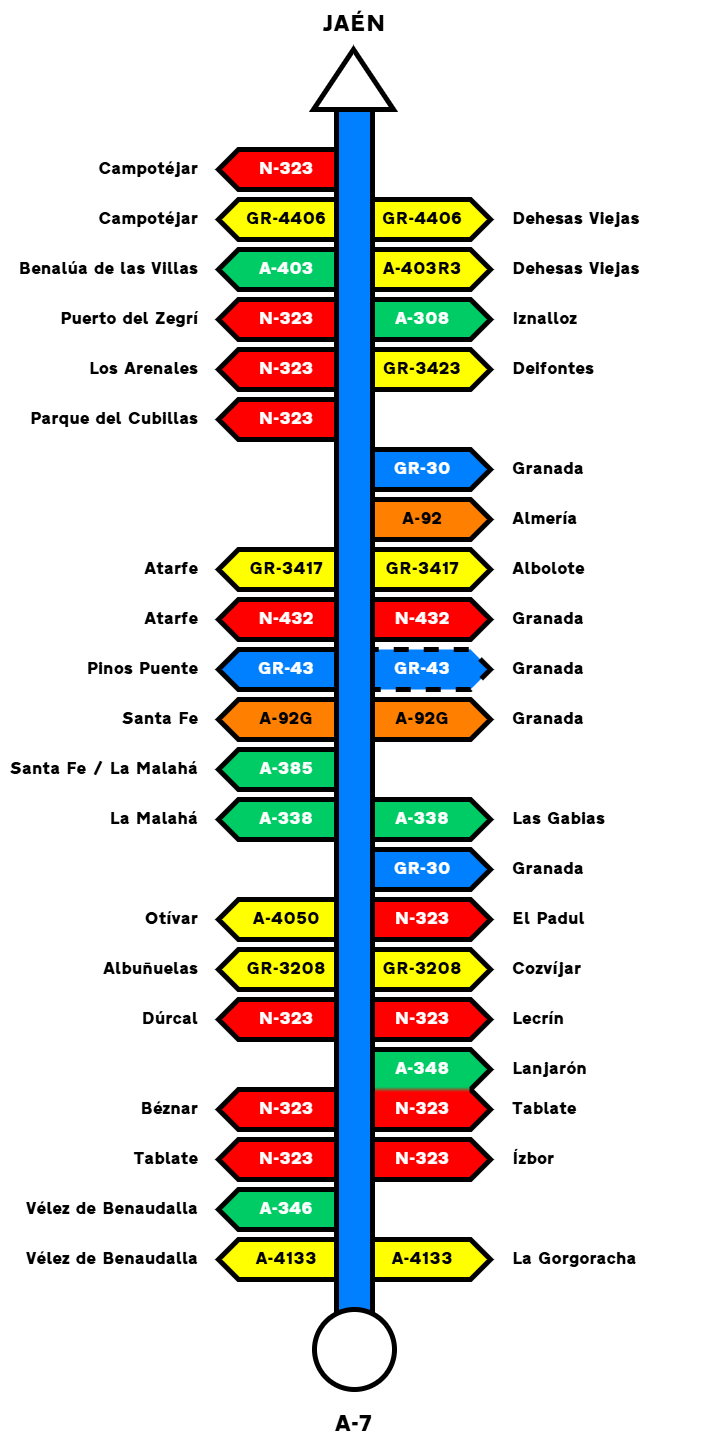
Itinerario de la A-44 en la provincia de Granada.

## Tramos
| Denominación | Tramo | Kilómetros | Año servicio                                                           |
| ------------ | --- | ---------- | ---------------------------------------------------------------------- |
| E-902 A-44   | Bailén (A-4) - Jaén Norte | 40         | 1995                                                                   |
| E-902 A-44   | Jaén Norte - La Guardia | 13,9       | 1996                                                                   |
| E-902 A-44   | La Guardia - Noalejo | 27,7       | 1997                                                                   |
| E-902 A-44   | Noalejo - Albolote | 38,7       | 1996                                                                   |
| GR-30        | Circunvalación interior de Granada Tramo I: Albolote - Bobadilla Tramo II: Bobadilla - Armilla Tramo III: Armilla - Alhendín | 6 7,2 3    | 1990                                                                   |
| E-902 A-44   | Calicasas - Albolote (Variante/Circunvalación exterior de Granada)                                                           | 5,8        | 2015                                                                   |
| E-902 A-44   | Albolote - Santa Fe (Variante/Circunvalación exterior de Granada) Subtramo: Albolote - N-432                                 | 2,2        | 2015                                                                   |
| E-902 A-44   | Albolote - Santa Fe (Variante/Circunvalación exterior de Granada) Subtramo: N-432 - Santa Fe                                 | 3          | 2020                                                                   |
| E-902 A-44   | Santa Fe - Las Gabias (Variante/Circunvalación exterior de Granada)                                                          | 9          | 2020                                                                   |
| E-902 A-44   | Las Gabias - Alhendín (Variante/Circunvalación exterior de Granada)                                                          | 9,5        | 2020                                                                   |
| E-902 A-44   | Alhendín - Dúrcal Tramo original Tramo ampliado                                                                              | 18,5 15    | 2 carriles por sentido: 2001 3 carriles por sentido: Proyecto licitado |
| E-902 A-44   | Dúrcal - Ízbor Tramo original: Dúrcal - Ízbor Tramo ampliado: Dúrcal - Béznar (sentido Sur)                                  | 8,5 6      | 2 carriles por sentido: 2002 3 carriles por sentido: Proyecto licitado |
| E-902 A-44   | Ízbor - Vélez de Benaudalla                                                                                                  | 10         | 2009                                                                   |
| E-902 A-44   | Vélez de Benaudalla - La Gorgoracha (A-7)                                                                                    | 9,5        | 2008                                                                   |

## Salidas
| Número de Salida | Nombre de Salida | Carretera que enlaza |
| ---------------- | --- | -------------------- |
|                  | Jaén - Granada - Málaga - Almería | E-5 A-4              |
| 0                | Bailén (norte) | N-IVa                |
| 3                | Bailén (este) - Linares - Úbeda - Albacete - Valencia                                                                                             | A-32 N-322           |
| 12               | Bailén (sur) - Polígono industrial - Jabalquinto                                                                                                  | A-302 N-323          |
| 17               | Mengíbar (norte) - Polígono industrial | N-323                |
| 18               | Mengíbar (este) - Polígono industrial - Cazalilla - Espeluy - Villargordo - Torrequebradilla                                                      | A-6000 N-323 A-6076  |
| 21               | Mengíbar (sur) - P.C.T. Geolit | N-323 A-6004         |
| 26               | Las Infantas - Villargordo | N-323 JA-3100        |
| 36               | Jaén (norte) - Polígonos industriales Mancha Real - Torredelcampo - Martos                                                                        | A-316 N-323 J-12     |
| 40-42            | Jaén (sur) - Centros Comerciales - Campus universitario - Olivo Arena - IFEJA - Estadio La Victoria - Puente Tablas - Puente Nuevo - Cerro Molina | A-6001 N-323 J-14    |
| 46               | La Guardia |                      |
| 50               | Pegalajar - La Guardia - La Cerradura | N-323                |
|                  | Túnel de Zarzalejo |                      |
|                  | Túnel de La Cerradura |                      |
| 59               | Cambil - Huelma - Cárchel | A-324                |
| 64               | Carchelejo - Arbuniel | JA-3206 JA-3207      |
| 67               | Área de Servicio |                      |
|                  | Túnel de Santa Lucía |                      |
| 74               | Campillo de Arenas |                      |
|                  | Puerto Carretero 1040 m |                      |
| 77               | Noalejo |                      |
|                  | Provincia de Granada / Provincia de Jaén |                      |
| 79               | Área de Servicio |                      |
| 84               | Campotéjar |                      |
| 89               | Benalúa de las Villas - Alcalá la Real Dehesas Viejas - Domingo Pérez                                                                             | A-403                |
| 97               | Iznalloz - Onítar Guadix - Almería A-92 | A-308                |
| 108              | Deifontes - Arenales |                      |
| 111              | Colomera Los Llanos de Silva-Embalse de Cubillas                                                                                                  | A-4076               |
| 115              | Granada Sierra Nevada | GR-30 A-395          |
| 119-120          | Granada - Almería - Murcia - Atarfe - Albolote | A-92 GR-3417         |
| 123              | Granada - Córdoba | N-432 GR-43          |
| 125              | Granada - Santa Fe - aeropuerto Sevilla | A-92G A-92           |
| 128              | cambio de sentido |                      |
| 134              | Las Gabias - La Malahá | A-338                |
| 137              | Alhendín |                      |
| 142              | Granada Sierra Nevada | GR-30 A-395          |
| 144              | Padul - Otívar | N-323 A-4050         |
| 153              | Cónchar - Cozvíjar - Dúrcal - Albuñuelas | GR-3208              |
| 157              | Dúrcal - Nigüelas | N-323                |
| 160              | Lecrín - El Valle |                      |
| 164              | Pinos del Valle - Lanjarón-Béznar | A-348 N-323          |
| 167              | Ízbor - Acebuches | N-323                |
| 175              | Vélez de Benaudalla - Órgiva-Las Alpujarras | A-346 N-323          |
| 181              | Vélez de Benaudalla - La Gorgoracha | A-4133               |
| 183              | Motril (oeste) - Salobreña - Almuñécar - Málaga Motril (este) - Puerto de Motril - Almería                                                        | E-15 A-7             |